# جزر كانجيان
جزر كانجيان (باللغة الإندونيسية : Kepulauan Kangean) مجموعة مكونة من 30 جزيرة تشكل جزءً من أرخبيل إندونيسيا، وتقع في بحر جاوة على مسافة حوالي 120 كلم (75 ميل) شمال بالي و 120 كيلومترا إلى الشرق من جزيرة مادورا. الجزر تابعة إدارياً لبلدية سومينيب ضمن مقاطعة جاوة الشرقية.

## مجموعة الجزر
جزيرة كانجيان هي أكبر الجزر بمساحة 490 كيلومتر مربع. ومن الجزر الأخرى جزيرة سيبانجانغ (Sepanjang) وجزيرة باليات (Paliat)،إضافة للعديد من الجزر الصغيرة الأخرى مثل ساوبي (Saobi) وسابونتن (Sabunten) وسابيكين (Sapeken) وساسيل(Saseel) وساور (Saur) وسايبس (Saebus) وكيمارون (Kemaron) وأصغر الجزر بونجين (Bungin).

## السكان
مدن كاليكاتاك وأرجاسا هي أكبر المدن وتقع في جزيرة كانجيان، وهي تحتوي أكبر عدد من السكان في الجزر. للجزر روابط تاريخية وعرقية قوية مع مادورا ، ومعظم السكان هم من الأصل المادوري.

## الديانة
سكان كانجيان هم مسلمون بنسبة 100% ويتبعون مذهب أهل السنة والجماعة.

## اللغة
السكان يتكلمون بلغة كانجيان المحلية.

## الحيوانات

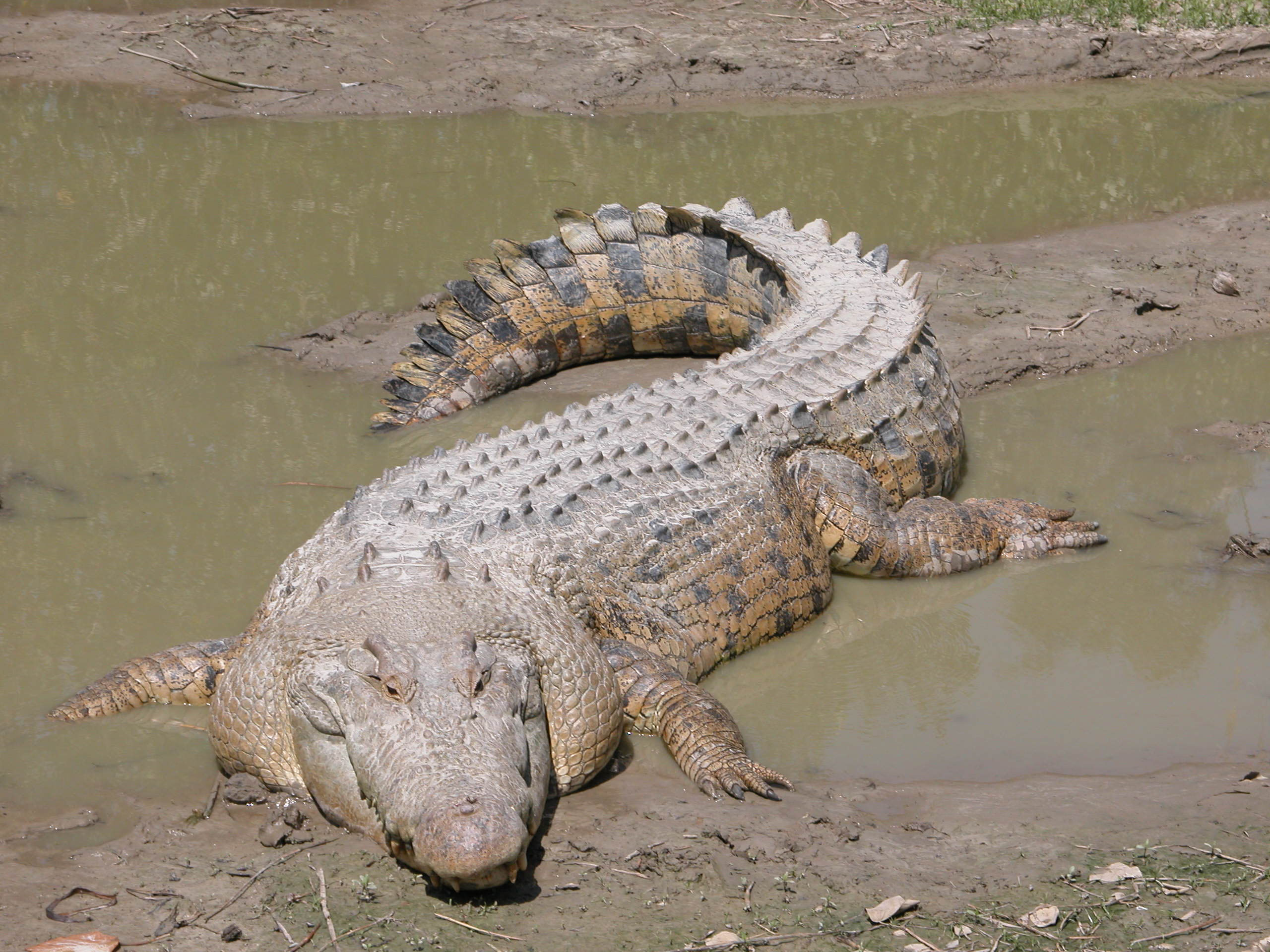
تمساح المياه المالحة

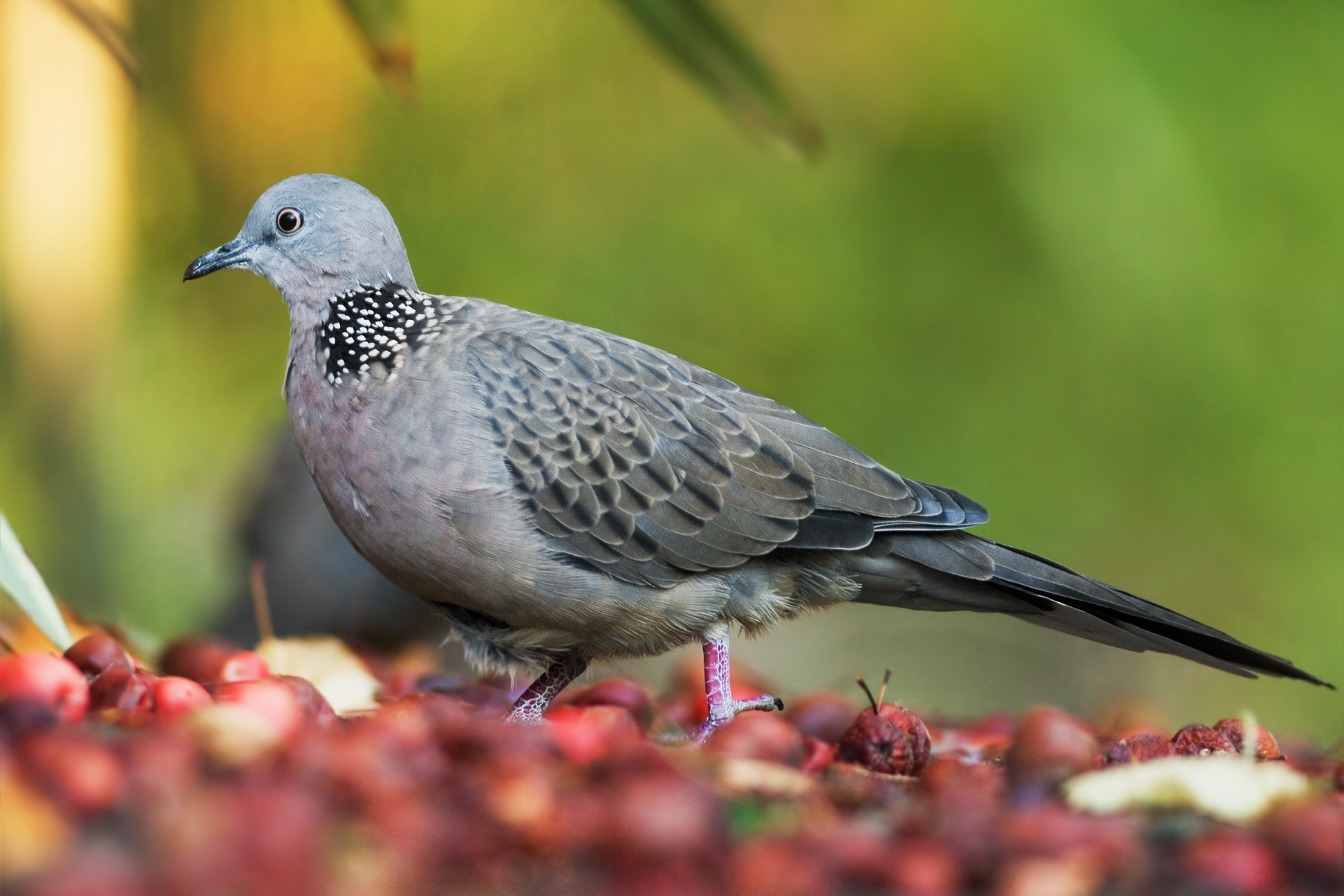
الحمامة المنقطة

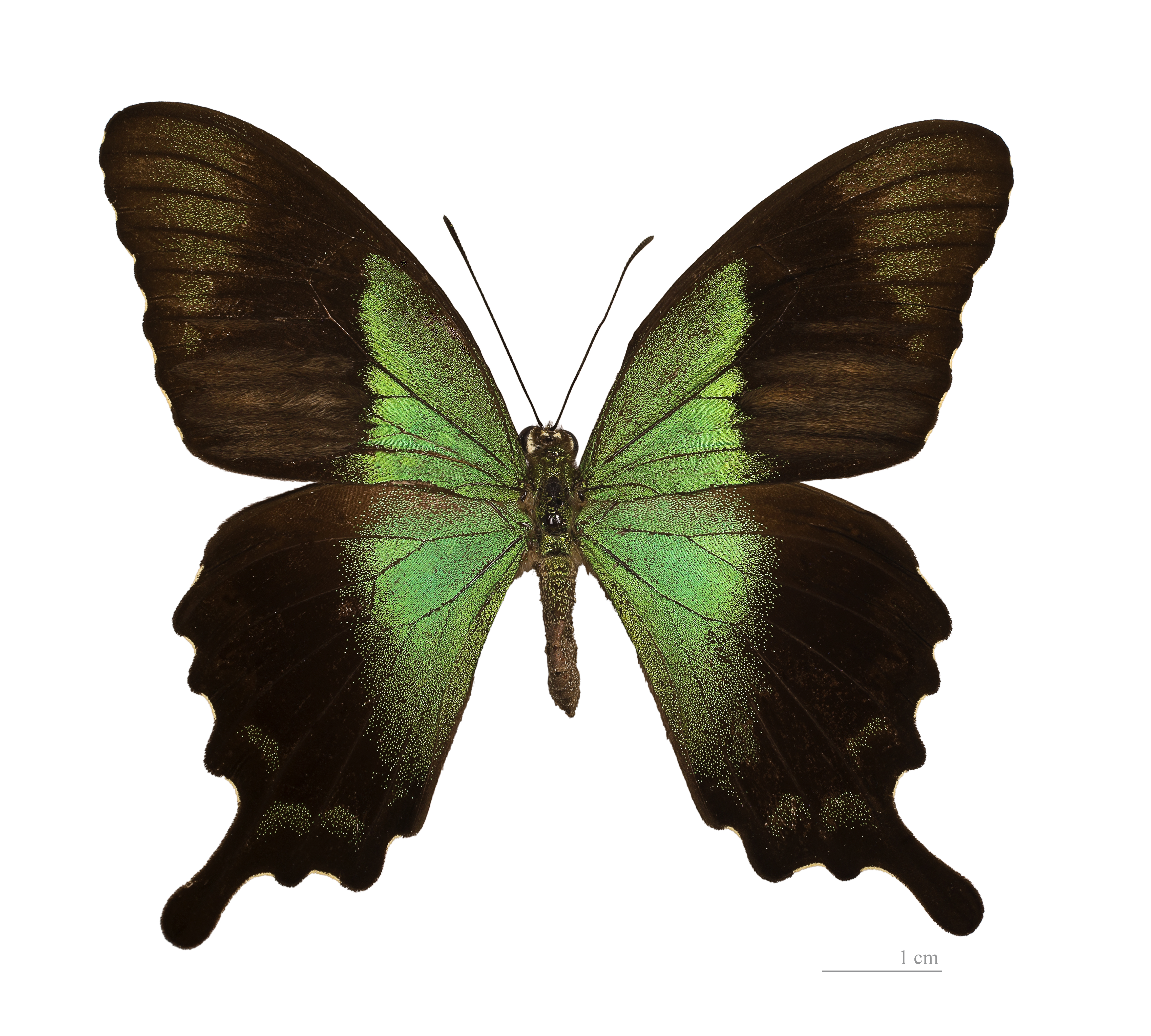
فراشة من نوع (Papilio peranthus)

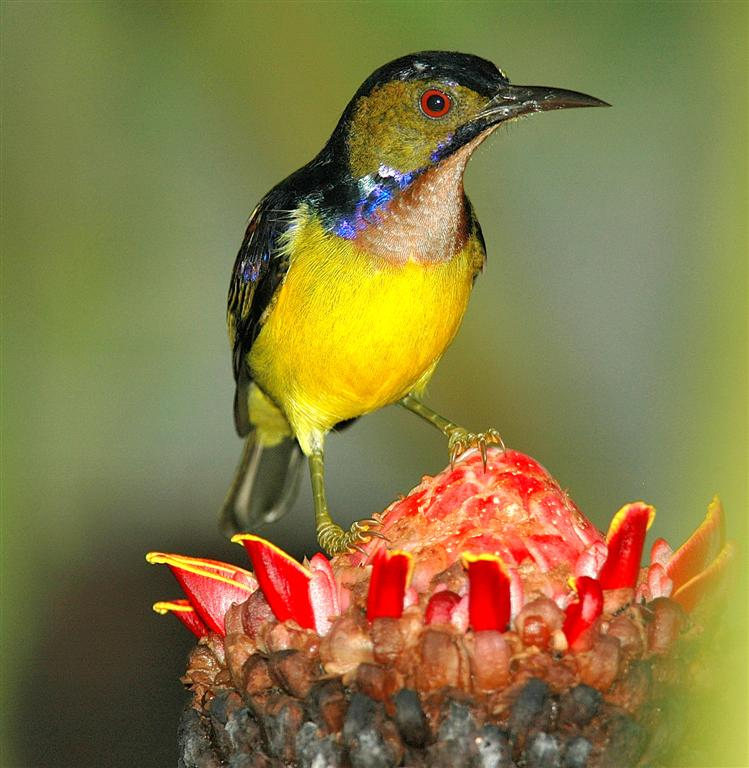
طائر الشمس ذو الرقبة البنية

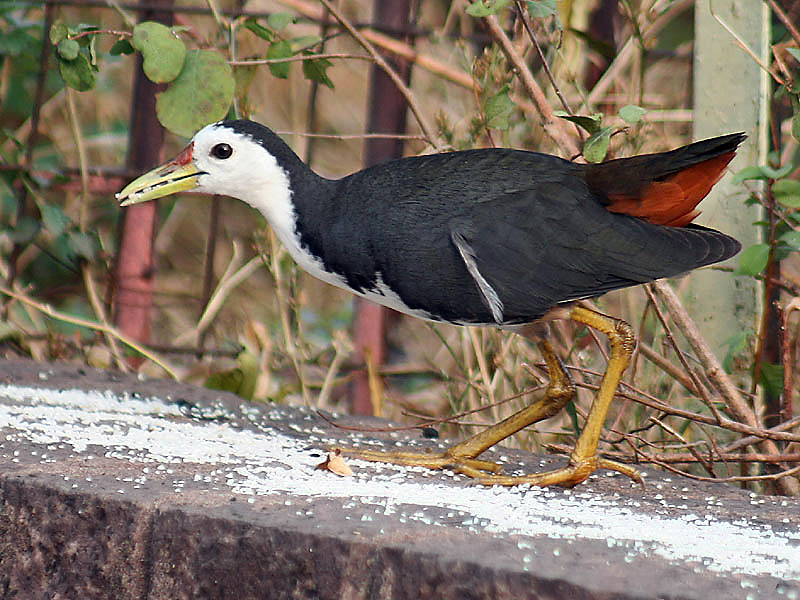
دجاج الماء أبيض الصدر

التماسيح المياه المالحة موجودة في الجزيرة وتتواجد بين الأشجار الساحلية.
ومن الطيور المتواجدة على الجزيرة:
- الحمامة المنقطة (Spotted Dove)
- طائر الشمس ذو الرقبة البنية (Brown-throated Sunbird)
- دجاج الماء أبيض الصدر (White-breasted Waterhen)

وكذلك تتوفر عدة أنواع من الفراشات مثل:
- فراشة من نوع (Papilio peranthus)

## الزراعة
الزراعة نشاط اقتصادي مهم لسكان الجزيرة، حيث يهتم المزارعون بإنتاج خشب الساج، وجوز الهند.

## الثروات المعدنية والغاز الطبيعي
منذ عام 1993، صارت الجزر في موقعا لإنتاج الغاز الطبيعي. حيث اكتشفت حقول الغاز الطبيعي لأول مرة بواسطة شركة آركو (ARCO) الأمريكية، والتي أصبحت إحدى الشركات التابعة لشركة بريتيش بتروليوم في عام 2000. في منتصف عام 2004، باعت شركة بريتيش بتروليوم في حصتها في كانجيان لشركة (PT Energi Mega Persada) الإندونيسية. وترتبط هذه الجزر إلى جاوة الشرقية عبر خط أنابيب طوله 430، معظمها يمتد تحت الماء.
في الجزيرة أيضا يتم إنتاج الملح.

## السياحة
تعتبر الجزر كوجهة سياحية للتمتع بالمتاظر الطبيعية والبيئة الخلابة.

## وصلات خارجية
- معلومات حول الجزر
- معلومات أخرى
- صور الجزيرة